# Benjamin Auguste Léonor Houssin de Saint-Laurent
Benjamin Auguste Léonor Houssin de Saint-Laurent, né le 4 mai 1771 au Guislain (Manche), mort le 26 novembre 1854 au Guislain (Manche), est un général français de la Révolution et de l’Empire.

## États de service
Il entre en service le 17 juin 1792, comme sous-lieutenant au 14e régiment de cavalerie et il fait les campagnes de 1792 à l’an III, aux armées du Rhin, de l’Ouest et de la Moselle.
En 1793, il est en garnison à Mayence, lors du siège de cette ville par les Prussiens, et de décembre 1794 à juin 1795, il assiste au siège de Luxembourg. Le 24 août 1795, il passe lieutenant titulaire au 20e régiment de cavalerie et il prend les fonctions d’adjoint aux adjudants-généraux.
De l’an IV à l’an IX, il sert aux armées du Rhin, de l’Ouest, puis il retourne à l’armée du Rhin et il reçoit son brevet de capitaine le 20 janvier 1797. Le 28 janvier 1801, il est affecté au 6e régiment de hussards, en garnison à Sarrelouis et en 1802, il est rattaché à l’armée de Batavie.
Il est nommé chef d’escadron le 3 novembre 1802, et il est fait chevalier de la Légion d’honneur le 14 juin 1804. En 1805, il participe à la campagne d’Autriche au sein de la Grande Armée, et le 31 mai 1806, il rejoint le 9e régiment de hussards. En 1806 et 1807, il fait les campagnes de Prusse et de Pologne et il se distingue le 14 octobre 1806, à la bataille d'Iéna, lorsqu’il prend le commandement de son régiment en remplacement de son colonel qui vient d’être tué au commencement de l’action. Il reçoit ses épaulettes de major au 13e régiment de chasseurs à cheval le 4 juin 1807 et il est blessé le 14 juin 1807, à la bataille de Friedland.
Le 30 mars 1809, il devient colonel en second, et le 29 août 1809, il est nommé commandant du 1er régiment provisoire de cavalerie légère, en partance pour l’armée d’Espagne. En 1810, il fait partie de la brigade du général Wattier et il est créé chevalier de l’Empire le 29 août 1810. Il se distingue lors de la bataille de Fuentes de Oñoro le 3 mai 1811 et il est élevé au grade d’officier de la Légion d’honneur le 24 juin 1811.
Il est nommé colonel le 14 octobre 1811, il prend le commandement du 10e régiment de chasseurs à cheval et il se signale de nouveau lors des combats de 1812 au Portugal. Il est créé baron de l’Empire le 18 décembre 1813 et durant la campagne de 1814, il combat sous les ordres du duc de Dalmatie, à l’armée des Pyrénées.
Lors de la première restauration, le roi Louis XVIII, le fait chevalier de Saint-Louis le 27 juin 1814 et il le met en non-activité le 1er septembre suivant.
Pendant les Cent-Jours, il est promu général de brigade le 1er mai 1815, au 6e corps de l’armée du Nord, avant de prendre le commandement de la 1re brigade de la 4e division du 1er corps de cavalerie. Mis en non-activité le 5 juillet 1815, il est rétrogradé colonel conformément à l’ordonnance du 1er août 1815.
Il est maire de Le Guislain, de 1829 à 1832.
Le 11 août 1831, il est remis en activité, pour servir auprès du général Gérard commandant de l’armée du Nord et il est placé dans le cadre de réserve le 19 novembre 1831, avec le grade de maréchal de camp. Commandant de la place de Cherbourg le 31 mai 1832, il prend le commandement du département de la Corrèze le 10 octobre 1833.
Il est fait commandeur de la Légion d’honneur le 30 avril 1835 et le 28 août 1836, il est mis en non-activité. Il est admis à la retraite le 12 avril 1848 et le 1er janvier 1853, il est placé sur sa demande dans la 2e section du cadre de l’état-major général.
Il meurt le 26 novembre 1854, au Guislain.

## Dotation
- Le 17 mars 1808, donataire d’une rente de 10 000 francs sur les biens réservés en Westphalie.

## Armoiries
| Armoiries | Nom du chevalier et blasonnement |
| --------- | --- |
|           | Chevalier Benjamin Auguste Léonor Houssin de Saint-Laurent et de l'Empire, lettres patentes du 29 août 1810. De sinople au chevron de gueules, chargé du signe des chevaliers légionnaires, accompagné en chef de deux têtes de cheval d’argent, et en pointe d’une épée haute en pal d’argent, monté d’or. |

| Figure | Nom du baron et blasonnement |
| ------ | --- |
|        | Armes du baron Benjamin Auguste Léonor Houssin de Saint-Laurent et de l'Empire, décret du 18 décembre 1813, lettres patentes du 24 février 1815, commandeur de la Légion d'honneur De sinople au chevron d’or, chargé en pointe d’un casque de sable accompagné en chef de deux têtes de cheval arrachées d’argent et, en pointe, d’une épée haute d’argent posée en pal. |